# Walters Art Museum
Walters Art Museum či Waltersovo muzeum umění v Baltimore ve státě Maryland je veřejné muzeum ve Spojených státech založené a otevřené roku 1934.

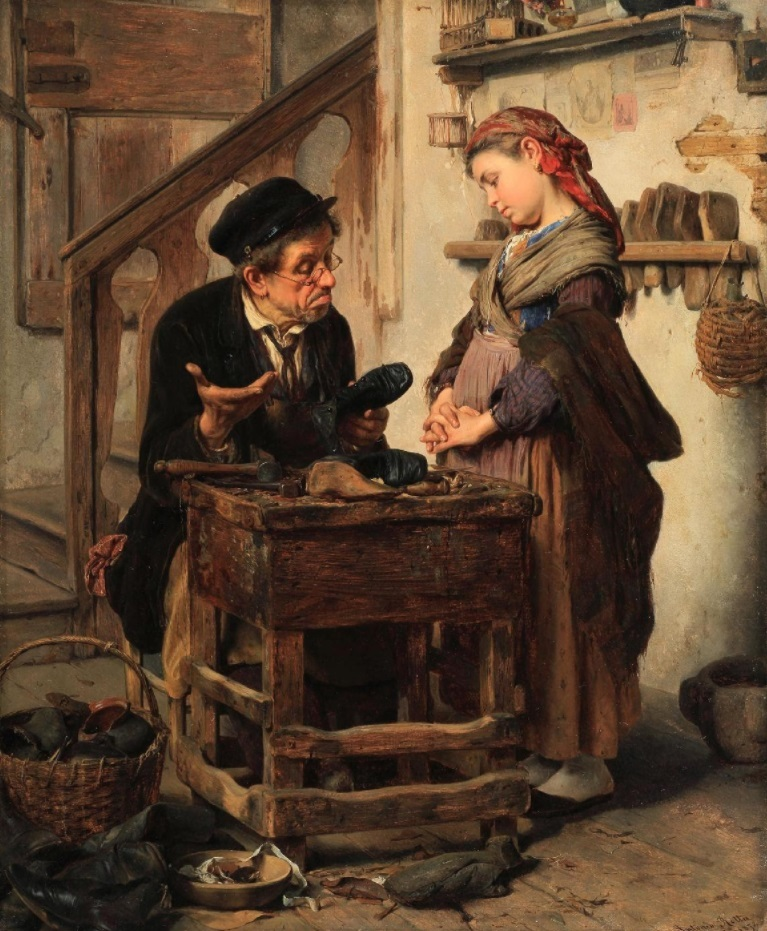
Antonio Rotta, Il caso senza speranza, 1871

Muzejní sbírky vznikly z kolekce sebrané rodinou Waltersů. William Thompson Walters (1819—1894) začal sbírat umění poté, co po vypuknutí americké občanské války přesídlil do Paříže. Jeho syn Henry Walters (1848—1931) pro sbírku nechal v baltimorském předměstí Mount Vermon roku 1909 postavit muzejní budovu a v závěti své sbírky, sestávající z 22 tisíc exponátů, odkázal městu. Původní název Walters Art Gallery (Waltersova galerie umění) město roku 2000 změnilo na Walters Art Museum (Waltersovo muzeum umění).
Sbírky muzeum vystavuje ve stálých kolekcích starověkého umění, umění Amerik, islámského umění, středověkého umění, umění renesance, baroka a 18. století a umění 19. století.